# タイチ (歌手)
タイチ（クロアチア語:Tajči）、あるいはタイチ・キャメロン（Tajči Cameron、本名タティアナ・キャメロン Tatiana Cameron、旧姓マテヤシュ Matejaš、1970年7月1日 - ）は、クロアチア人の歌手である。ユーゴスラビア社会主義連邦共和国、クロアチア社会主義共和国のザグレブ（現・クロアチア共和国）出身。ユーロビジョン・ソング・コンテストの1990年大会にユーゴスラビア代表として参加し、「Hajde da ludujemo」を歌った。

## 来歴
タティアナ・マテヤシュとして1970年7月1日にクロアチアのザグレブに生まれ、クロアチア音楽学院にてクラシック・ピアノの教育を受けた。タイチは1990年、ユーゴヴィジヤにクロアチアから参加して優勝し、19歳にしてユーゴスラビア代表として同年のユーロビジョン・ソング・コンテストに参加した。これによって一躍有名になったタイチは、多くの雑誌に取り上げられ、また大勢の前でコンサートを行った。タイチの作品はプラチナムやゴールドの売り上げが記録された。1991年にユーゴスラビア崩壊、クロアチア紛争が起こると、タイチは宗教心を深め、また紛争の前線を訪れ、平和を願って歌い、負傷した兵士らを癒した。しかしその後ほどなくヨーロッパでの歌手としてのキャリアを断ち切り、アメリカ合衆国へ移住した。
タイチはロサンゼルスに住んでいるとき、後に夫となるピアニスト・作曲家のマシュー・キャメロン（Matthew Cameron）と出会う。マシュー・キャメロンとは2000年に結婚し、2人は後にシンシナティに移住した。タイチはユーゴスラビア時代のポップ・ミュージックから一転して教会音楽をその活動の中心とし、各地のローマ・カトリックの教会で歌って回った。タイチに寄せられた教会からの求めは1000近くにのぼり、教会での活動のためアメリカ合衆国のみならずラテン・アメリカ、フィリピン、ヨーロッパ、アフリカなどを訪れている。
ヨーロッパでの活動も再開し、ボスニア・ヘルツェゴビナで2006年夏に行われたコンサートでは3万5千人が集まった。

## アルバム
- Hajde da ludujemo（1990年）
- Bube u glavi（1991年）
- Struggles & Graces（1997年）
- Now and Forever（2000年）
- Emmanuel - The Story of Christmas（2002年）
- Let It Be - Mary's Story（2003年）
- I Thirst（2004年）
- Zlatna kolekcija（2004年）
- A Chance to Dream（2006年）
- Need A Break（2008年）